# Geoffroyus geoffroyi
Geoffroyus geoffroyi là một loài chim trong họ Psittacidae.

## Hình ảnh

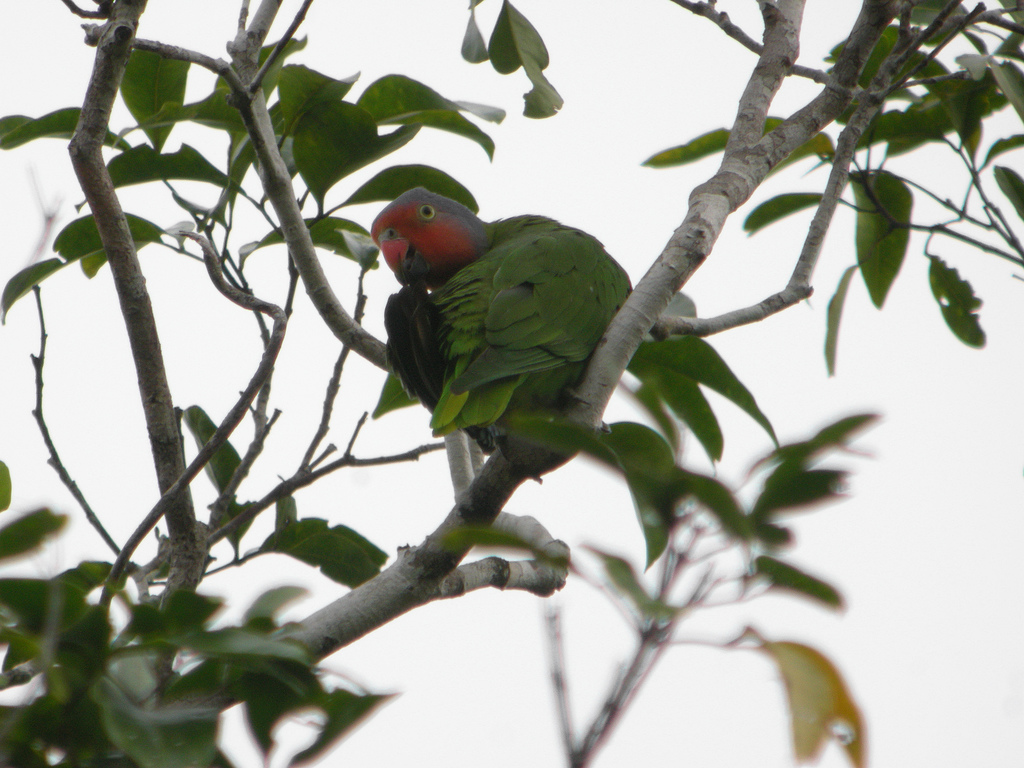
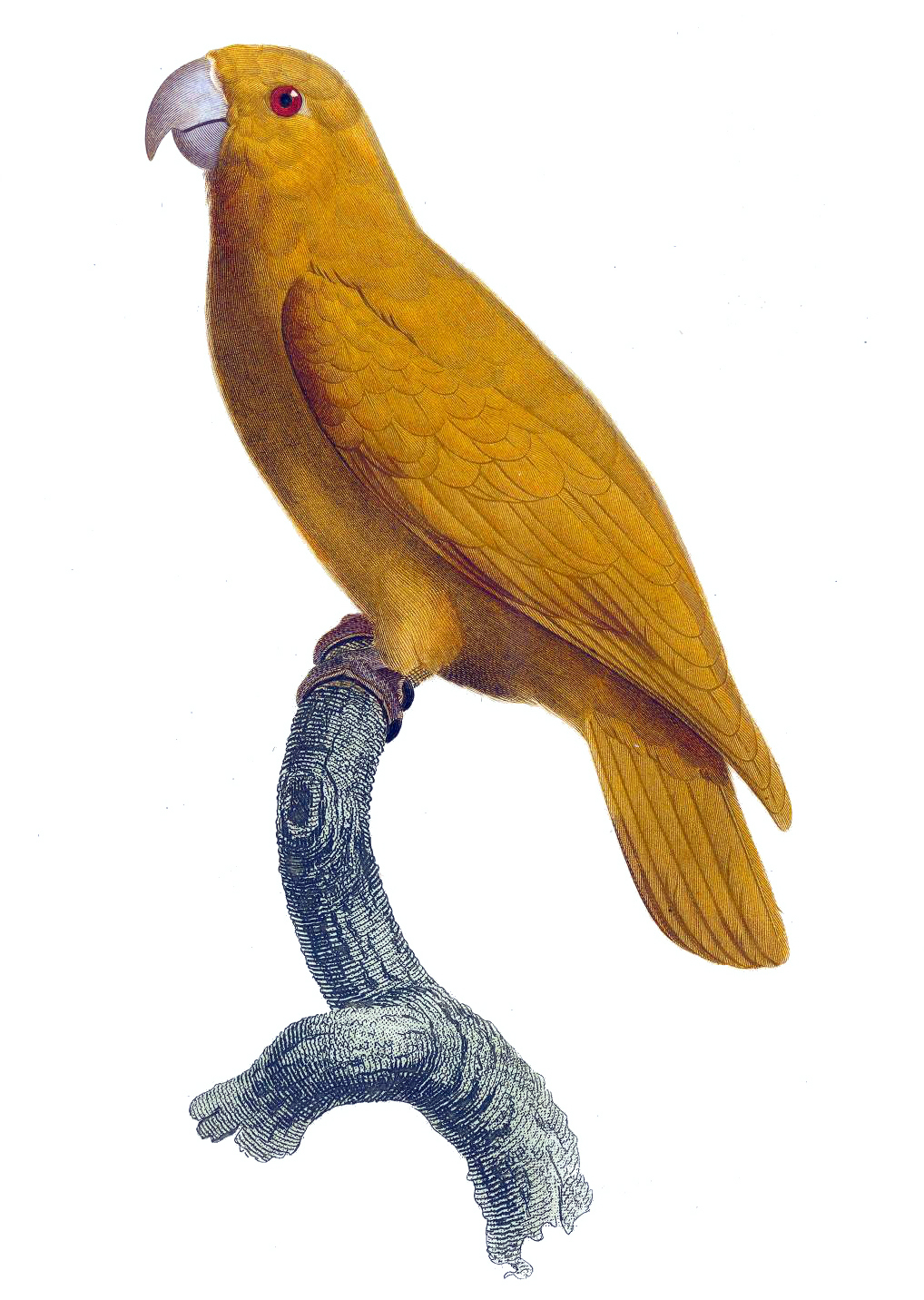